# 노아 코헨
노아 코헨(히브리어: נֹועָה כֹּהֵן, 영어: Noa Cohen, 2002년 8월 3일 ~ )은 이스라엘의 배우, 모델이다.